# Banka (Slowakei)
Banka (ungarisch Bánka) ist eine Gemeinde im Westen der Slowakei, mit 2149 Einwohnern (Stand 31. Dezember 2024). Administrativ gehört sie zum Okres Piešťany, der wiederum ein Teil des Trnavský kraj ist. Laut Volkszählung 2001 ist die Bevölkerung fast ausschließlich slowakisch (97,2 %).

## Geographie

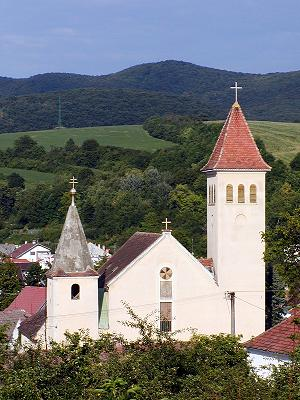
Kirche des Hl. Martin in Banka

Die Gemeinde liegt am Westhang des Gebirges Považský Inovec (deutsch Inowetz), am linken Ufer der Waag, die hier im Stausee Sĺňava verstaut ist. Banka ist nur zwei Kilometer vom Stadtzentrum von Piešťany entfernt.

## Geschichte
Der Ort ist ein alter Siedlungsplatz, mit Fundes aus der Bronzezeit, Römerzeit und frühen Mittelalter. Die Siedlung wird zum ersten Mal 1241 im Zusammenhang mit der heute nicht mehr existierenden Burg Bana erwähnt.
1973 wurde der Ort zur Stadt Piešťany eingegliedert. Am 1. Juli 1995 wurde Banka nach einem gültigen Referendum wieder selbständig.

## Bevölkerung
| Jahr                | 1994 | 2004 | 2014    | 2024    |
| ------------------- | ---- | ---- | ------- | ------- |
| Anzahl der Personen | 0    | 2173 | 2123    | 2149    |
| Unterschied         |      | –    | −2,30 % | +1,22 % |

| Jahr                | 2023 | 2024    |
| ------------------- | ---- | ------- |
| Anzahl der Personen | 2159 | 2149    |
| Unterschied         |      | −0,46 % |